# Marquesado de Vilhena
O Marquesado de Vilhena é um título nobiliárquico espanhol concedido por João II a dom Juan Pacheco, Grão-Mestre da Ordem de Santiago, Adelantado Mayor de Castela no Reino de Múrcia e posteriormente I Duque de Escalona.
Na atualidade, ostenta o título de Marqués de Villena dom Francisco de Borja Soto y Moreno-Santamaría, duque de Frías e descendente da Casa de Escalona.